# Kevin Joyce
Kevin Francis Joyce (Bayside, Nueva York, 27 de junio de 1951) es un exjugador de baloncesto estadounidense que jugó tres temporadas en la ABA. Con 1,90 metros de altura, lo hacía en la posición de base.

## Trayectoria deportiva

### Universidad
Jugó durante cuatro temporadas con los Gamecocks de la Universidad de Carolina del Sur, en las que promedió 17,3 puntos y 5,1 rebotes por partido. Su camiseta con el número 43 fue retirada por su universidad como homenaje.

### Selección nacional
Fue convocado con la selección de baloncesto de Estados Unidos para disputar los Juegos Olímpicos de Múnich 1972, participando por tanto en aquella polémica final que acabó con el triunfo de la Unión Soviética en el último segundo. Allí jugó en nueve partidos, en los que promedió 5,3 puntos por partido.

### Profesional
Fue elegido en la undécima posición del Draft de la NBA de 1973 por Golden State Warriors, y también por los San Antonio Spurs, quienes traspasaron sus derechos a Indiana Pacers en el Draft de la ABA, eligiendo esta última opción. Allí, tras un año de adaptación, la temporada siguiente se hizo con el puesto de titular, jugando su mejor campaña como profesional, promediando 14,9 puntos y 4,0 asistencias por partido.
Al año siguiente fue traspasado a San Diego Sails, pero el equipo desapareció después de tan sólo 11 partidos disputados. Se organizó un draft de dispersión, en el cual el resto de los equipos podían elegir a los jugadores que se habían quedado en la calle, pero Joyce no fue contratado por ningún equipo. Sólo al cabo de dos meses pudo firmar como agente libre con los Kentucky Colonels, retirándose al término de la temporada.

## Estadísticas de su carrera en la ABA

### Temporada regular
| Temp.   | Edad | Equipo   | Liga | P   | TIT | MIN  | TC  | TCA  | %TC  | 3P  | 3PA | %3P  | TL  | TLA | %TL  | R.OF. | R.DEF. | REB | ASIS | ROB | TAP | PER | FP  | PTS  |
| 1973-74 | 22   | Indiana  | ABA  | 56  |     | 17.6 | 3.1 | 7.7  | .396 | 0.1 | 0.5 | .185 | 1.1 | 1.4 | .821 | 0.6   | 1.1    | 1.6 | 2.3  | 0.6 | 0.1 | 1.4 | 1.5 | 7.3  |
| 1974-75 | 23   | Indiana  | ABA  | 81  |     | 34.9 | 6.5 | 15.4 | .426 | 0.1 | 0.5 | .190 | 1.8 | 2.2 | .789 | 0.7   | 1.3    | 2.0 | 4.0  | 1.3 | 0.3 | 1.9 | 3.2 | 14.9 |
| 1975-76 | 24   | TOTAL    | ABA  | 43  |     | 21.3 | 2.7 | 7.2  | .367 | 0.0 | 0.3 | .167 | 1.3 | 1.7 | .743 | 0.2   | 1.0    | 1.1 | 3.0  | 0.7 | 0.1 | 2.1 | 2.2 | 6.6  |
| 1975-76 | 24   | S. Diego | ABA  | 9   |     | 29.6 | 4.0 | 12.0 | .333 | 0.1 | 0.6 | .200 | 2.4 | 3.6 | .688 | 0.1   | 0.7    | 0.8 | 5.2  | 1.3 | 0.0 | 3.8 | 2.3 | 10.6 |
| 1975-76 | 24   | Kentucky | ABA  | 34  |     | 19.1 | 2.3 | 6.0  | .384 | 0.0 | 0.2 | .143 | 1.0 | 1.2 | .786 | 0.2   | 1.1    | 1.2 | 2.4  | 0.6 | 0.1 | 1.7 | 2.2 | 5.6  |
| Total   |      |          | ABA  | 180 |     | 26.3 | 4.5 | 11.0 | .410 | 0.1 | 0.5 | .185 | 1.5 | 1.8 | .786 | 0.6   | 1.1    | 1.7 | 3.2  | 0.9 | 0.2 | 1.8 | 2.5 | 10.6 |

### Playoffs
| Temp.   | Edad | Equipo   | Liga | P  | MIN | TCA | TC  | 3PA | 3P | TLA | TL | R.OF. | REB | ASIS | ROB | TAP | PER | FP | PTS | %TC  | %3P  | %FT  | MIN  | PTS  | REB | AST |
| 1973-74 | 22   | Indiana  | ABA  | 10 | 136 | 17  | 53  | 2   | 7  | 8   | 10 | 3     | 9   | 12   | 4   | 2   | 10  | 20 | 44  | .321 | .286 | .800 | 13.6 | 4.4  | 0.9 | 1.2 |
| 1974-75 | 23   | Indiana  | ABA  | 18 | 593 | 88  | 211 | 5   | 13 | 32  | 41 | 3     | 31  | 45   | 17  | 9   | 31  | 55 | 213 | .417 | .385 | .780 | 32.9 | 11.8 | 1.7 | 2.5 |
| 1975-76 | 24   | Kentucky | ABA  | 9  | 117 | 10  | 36  | 0   | 0  | 10  | 12 | 1     | 3   | 30   | 3   | 0   | 17  | 14 | 30  | .278 |      | .833 | 13.0 | 3.3  | 0.3 | 3.3 |
| Total   |      |          | ABA  | 37 | 846 | 115 | 300 | 7   | 20 | 50  | 63 | 7     | 43  | 87   | 24  | 11  | 58  | 89 | 287 | .383 | .350 | .794 | 22.9 | 7.8  | 1.2 | 2.4 |